# الرسابي (حبيش)

تعديل مصدري - تعديل

الرسابي محلة تابعة لقرية مروحة، التابعة لعزلة شباع بمديرية حبيش إحدى مديريات محافظة إب في الجمهورية اليمنية، بلغ تعداد سكانها 180 حسب تعداد اليمن لعام 2004.